# 양예승
양예승 (1989년 6월 23일 ~ )은 대한민국의 배우이다.

## 학력
- 세종대학교 (졸업)
- 이화여자대학교 대학원 음악학과 (졸업)

## 출연 작품

### 드라마
- 《미스코리아》 (2013년, MBC) - 노희주 역
- 《보이스 3》 (2019년, OCN) - 카네키 유키코 역
- 《오 마이 베이비》 (2020년, tvN) - 전태희 역

### 영화
- 《마차 타고 고래고래》 (2017년) - 민숙 역

### 연극
- 《백야》 (2018년) - 진서형 역
- 《거기 서 있는 남자》 (2018년) - 여자 역
- 《거기 서 있는 남자》 (2017년) - 여자 역
- 《행오버》 (2017년) - 수현 역
- 《트랜스 십이야》 (2014년) - 오시아 역

## 수상
- 2017년 럭셔리 브랜드 모델 어워즈 스타 어워즈 신인배우상
- 2013년 제8회 아시아모델시상식 CF모델상
- 2011년 미스 인터콘티넨탈 아시아태평양 지역상
- 2011년 미스 인터콘티넨탈 선발대회 대상
- 2010년 미스코리아 서울 서울선발대회 탤런트상

## 같이 보기
- 미스 인터콘티넨탈
- 미스코리아 서울